# Quản lý chất lượng
Quản lý chất lượng là các hoạt động có phối hợp để định hướng và kiểm soát một tổ chức về chất lượng. Việc định hướng và kiểm soát về chất lượng nói chung bao gồm lập chính sách chất lượng và mục tiêu chất lượng, hoạch định chất lượng, kiểm soát chất lượng, đảm bảo chất lượng và cải tiến chất lượng.
Quản lý chất lượng hiện đã được áp dụng trong mọi ngành công nghiệp, không chỉ trong sản xuất mà trong mọi lĩnh vực, trong mọi loại hình tổ chức, từ quy mô lớn đến quy mô nhỏ, cho dù có tham gia vào thị trường quốc tế hay không. Quản lý chất lượng đảm bảo cho tổ chức làm đúng những việc phải làm và những việc quan trọng, theo triết lý "làm việc đúng" và "làm đúng việc", "làm đúng ngay từ đầu" và "làm đúng tại mọi thời điểm".

## Các định nghĩa về quản lý chất lượng
Theo PM Book của Viện Quản lý Dự án (PMI) thì: "Quản lý chất lượng dự án bao gồm tất cả các hoạt động có định hướng và liên tục mà một tổ chức thực hiện để xác định đường lối, mục tiêu và trách nhiệm để dự án thỏa mãn được mục tiêu đã đề ra, nó thiết lập hệ thống quản lý chất lượng thông qua đường lối, các quy trình và các quá trình lập kế hoạch chất lượng, đảm bảo chất lượng và kiểm soát chất lượng".
Quản lý chất lượng có thể được xem là gồm 3 thành phần chính: kiểm soát chất lượng, đảm bảo chất lượng và cải tiến chất lượng.

## Các nguyên tắc quản lý chất lượng
Hướng vào khách hàng:Mọi tổ chức đều phụ thuộc vào khách hàng của mình và vì thế cần hiểu các nhu cầu hiện tại và tương lai của 
khách hàng, cần đáp ứng các yêu cầu của khách hàng và cố gắng vượt cao hơn sự mong đợi của họ.
Sự lãnh đạo: Lãnh đạo thiết lập sự thống nhất giữa mục đích và phương hướng của tổ chức. Lãnh đạo cần tạo ra và duy trì môi trường nội bộ để có thể hoàn toàn lôi cuốn mọi người tham gia để đạt được các mục tiêu của tổ chức.
Sự tham gia của mọi người: Mọi người ở tất cả các cấp là yếu tố của một tổ chức và việc huy động họ tham gia đầy đủ sẽ giúp cho việc sử dụng được năng lực của họ vì lợi ích của tổ chức.
Cách tiếp cận theo quá trình: Kết quả sẽ đạt được một cách hiệu quả khi các nguồn lực và các hoạt động có liên quan được quản lý như một quá trình.
Cách tiếp cận theo hệ thống
Cải tiến liên tục: là các kết quả thực hiện phải là mục tiêu thường trực của tổ chức.
Quyết định dựa trên sự kiện: Mọi quyết định có hiệu lực được dựa trên việc phân tích dữ liệu và thông tin.
Quan hệ hợp tác cùng có lợi với người cung ứng: Tổ chức và người cung ứng phụ thuộc lẫn nhau và mối quan hệ cùng có lợi sẽ nâng cao năng lực của cả hai bên để tạo ra giá trị.
Tám nguyên tắc quản lý chất lượng này tạo thành cơ sở cho các tiêu chuẩn về hệ thống quản lý chất lượng trong bộ tiêu chuẩn chất lượng ISO 9000

## Các quá trình của quản lý chất lượng

### Lập kế hoạch chất lượng
Quá trình này còn gọi là xây dựng chuẩn. Muốn quản lý chất lượng thì phải xây dựng được toàn bộ các quy trình theo chuẩn, nếu chỉ có một phần theo chuẩn thì chỉ gọi là tiếp cận quản lý chất lượng.

### Kiểm soát chất lượng (Quality control - QC)
Là một phần của quản lý chất lượng tập trung vào thực hiện các yêu cầu chất lượng. Kiểm soát chất lượng là việc kiểm soát các quá trình tạo ra sản phẩm, dịch vụ thông qua kiểm soát các yếu tố như con người, máy móc, nguyên vật liệu, phương pháp, thông tin và môi trường làm việc.
Yếu tố nguyên vật liệu là yếu tố chính đầu vào, có ảnh hưởng chủ yếu đến chất lượng sản phẩm. Để sản phẩm đầu ra có chất lượng thì nguyên vật liệu đầu vào phải có chất lượng. Yếu tố thiết bị và công nghệ là các yếu tố có tầm quan trọng đặc biệt ảnh hưởng đến sự hình thành chất lượng sản phẩm. Yếu tố con người ở đây bao gồm toàn bộ nguồn nhân lực trong một tổ chức từ lãnh đạo cao nhất đến các nhân viên đều tham gia vào quá trình tạo chất lượng. Tuy nhiên ở đây người ta nhấn mạnh đến vai trò của lãnh đạo và trưởng các phòng, ban, bộ phận, những người chịu trách nhiệm chính trong việc kiểm soát chất lượng sản phẩm, dịch vụ
Khi đánh giá chất lượng, có thể tin tưởng những khách hàng đã sử dụng sản phẩm, dịch vụ nhiều lần. Mức độ sử dụng lặp lại với tần suất cao cho thấy chất lượng đáp ứng được nhu cầu sử dụng của khách hàng. Bên cạnh đó, cũng có thể dựa vào các trung tâm, tổ chức có chuyên môn, hoạt động độc lập với nhà sản xuất hay cung cấp dịch vụ. Đừng đánh giá chất lượng dựa trên những quan điểm chủ quan, phiếm diện hay theo số đông.
Kiểm soát chất lượng gồm các việc sau:
* Kiểm soát con người:
- Được đào tạo.
- Có kỹ năng thực hiện.
- Được thông tin về nhiệm vụ được giao.
- Có đủ tài liệu, hướng dẫn cần thiết.
- Có đủ điều kiện, phương tiện làm việc.
* Kiểm soát phương pháp và quá trình, bao gồm:
- Lập quy trình sản xuất, phương pháp thao tác, vận hành;
- Theo dõi và kiểm soát quá trình.
* Kiểm soát đầu vào:
- Người cung cấp phải được lựa chọn.
- Dữ liệu mua hàng đầy đủ.
- Sản phẩm nhập vào phải được kiểm soát.
* Kiểm soát thiết bị. Thiết bị phải:
- Phù hợp với yêu cầu.
- Được bảo dưỡng.
* Kiểm soát môi trường:
- Môi trường thao tác (ánh sáng, nhiệt độ).
- Điều kiện an toàn.

### Đảm bảo chất lượng (Quality Assurance)
Tập trung vào việc ngăn ngừa khiếm khuyết. Đảm bảo chất lượng đảm bảo rằng các tiếp cận, kỹ thuật, phương pháp và quy trình được thiết kế cho các dự án được thực hiện một cách chính xác. Các hoạt động đảm bảo chất lượng theo dõi và xác minh rằng các quá trình quản lý và phát triền phần mềm được tuân thủ và có hiệu lực. Đảm bảo chất lượng là một quá trình chủ động để phòng chống khiếm khuyết. Nó nhận ra sai sót trong các quy trình. Đảm bảo chất lượng phải được thực hiện trước kiểm soát chất lượng (Quality Control).

### Cải tiến chất lượng
Trong một quá trình sản xuất, chi phí do lãng phí thường chiếm một lượng đáng kể trong chi phí sản xuất. Cải tiến chất lượng đóng vai trò quan trọng trong việc giảm lãng phí.
Vấn đề chất lượng bao gồm 2 loại:
- Vấn đề chất lượng cấp tính
- Vấn đề chất lượng mạn tính

Vấn đề chất lượng cấp tính là vấn đề thỉnh thỏang xảy ra, làm thay đổi hiện trạng hệ thống, cần có giải pháp để phục hồi hiện trạng, đó là bài toán kiểm soát chất lượng đã khảo sát ở phần trước. Vấn đề chất lượng mạn tính là vấn đề thường xuyên xảy ra, cần có giải pháp để thay đổi hiện trạng, để hệ thống tốt hơn, đó là bài toán cải tiến chất lượng sẽ được khảo sát ở chương này.
Việc phân biệt vấn đề chất lượng là quan trọng, vì thứ nhất mỗi loại vấn đề có một cách thức, phương pháp giải quyết vấn đề khác nhau. Vấn đề chất lượng cấp tính được giải quyết bởi các công cụ kiểm sóat chất lượng. Vấn đề chất lượng mạn tính được giải quyết bởi các công cụ cải tiến chất lượng. Thứ đến, vấn đề chất lượng cấp tính thường là vấn đề cấp bách cần được giải quyết ngay, còn vấn đề chất lượng mạn tính thường là vấn đề thường xuyên, không cấp bách, khó giải quyết, và thường được chấp nhận như một vấn đề không thể tránh được.
Một thực tế nguy hiểm là, vấn đề cấp tính thường được ưu tiên giải quyết liên tục mà bỏ quên vấn đề mạn tính là vấn đề gây lãng phí rất lớn. Các tổ chức thường thiếu cơ chế để nhận dạng và loại bỏ lãng phí hay là thiếu cải tiến chất lượng.
Chất lượng  vừa là một cơ hội vừa là thách thức, nhu cầu khách hàng đối với sản phẩm ngày càng cao, cần không ngừng cải tiến chất lượng  sản phẩm. Cải tiến chất lượng là những hoạt động trong toàn bộ tổ chức nhằm nâng cao hiệu quả, hiệu suất, tạo thêm lợi ích cho tổ chức, khách hàng. Cải tiến chất lượng là nỗ lực không ngừng nhằm duy trì, nâng cao chất lượng sản phẩm với nguyên tắc sản phẩm sau phải tốt hơn sản phẩm trước và khoảng cách giữa các đặc tính sản phẩm với những yêu cầu của khách hàng ngày càng gỉam.

## Quản lý hiệu suất với kpi
Đánh giá công việc theo chỉ số KPI – test
KPI theo tiếng Anh là Key Performance Indicator có nghĩa là chỉ số đánh giá thực hiện công việc. Thông thường mỗi chức danh sẽ có bản mô tả công việc hoặc kế hoạch làm việc hàng tháng. Nhà quản lý sẽ áp dụng các chỉ số để đánh giá hiệu quả của chức danh đó. Dựa trên việc hoàn thành KPI, công ty sẽ có các chế độ thưởng phạt cho từng cá nhân.
Thế nào là một KPI?
Điều đó do bạn định ra các chỉ số cho từng chức danh, nhưng một kpi cũng phải đáp ứng được 5 tiêu chuẩn của một mục tiêu. Bạn cần xem thêm về quản trị theo mục tiêu để biết 5 tiêu chuẩn này.
Để thực hiện KPI, công ty nên xây dựng một hệ thống các mục tiêu từ cao xuống thấp theo phương pháp MBO, tuy vậy có những công việc khó có thể thiết lập được các mục tiêu, khi đó người ta sẽ xây dựng các chuẩn cho quá trình (gọi là phương pháp quản lý theo quá trình MBP), các chuẩn đó cũng là các kpi.
Trong phần dưới đây, bạn chúng tôi xin trao đổi một số kpi cho các bộ phận.
1. KPI cho sale – marketing:
1.1 Tỷ lệ phản hồi / tổng số gửi đi:
- Công thức = tổng số phản hồi khách hàng / tổng số thông tin gửi tới khách hàng.
- Tỷ lệ này đo lường hiệu quả của marketing trực tiếp của các sale rep.Các chương trình markeing trực tiếp có thể là gửi thư, gửi email....
1.2 Tỷ lệ khách hàng bị mất sau khi mua hàng lần đầu:
- Công thức = bằng tổng số khách hàng mua hàng lần đầu bỏ đi/tổng số khách hàng mua hàng lần đầu.
- Tỷ lệ này thấp có thể do các nguyên nhân: sản phẩm của bạn không phù hợp, sản phẩm tốt nhưng quảng cáo không tốt dẫn đến khách hàng không phải mục tiêu lại đi mua hàng của bạn...
1.3 Mức độ biết đến sản phẩm: được đo lường trước và sau quảng cáo
- Tỷ lệ = số người nhận ra sản phẩm của bạn/tổng số người thu thập.
- Tỷ lệ này được đo lường trước và sau khi quảng cáo.
Tham khảo thêm –>đánh giá công việc theo phương pháp kpi – full
2. Đánh giá KPI hiệu quả nhân sự:
2.1 Tỷ lệ vòng đời nhân viên
- Tỷ lệ vòng đời của nhân viên = tổng thời gian phục vụ trong DN của tất cả nhân viên/ tổng số nhân viên doanh nghiệp đã tuyển.
- Bạn có thể tính vòng đồi cho toàn công ty và cho chức danh, cho bộ phận.
- Đối với chức danh nếu vòng đồi quá thấp điều này có thể không phải do phía công ty mà do bản chất của xã hội, ví dụ các chức danh hay làm thời vụ.
- Đối với các bộ phận, một phần có thể do cách quản lý của trưởng bộ phận dẫn đến vòng đồi của NV thấp.
2.2 Tỷ lệ nhân viên không hoàn thành nhiệm vụ:
- Công thức = số nhân viên không hoàn thành/ tổng số nhân viên.
- Bạn xem xét tỷ lệ này của toàn công ty và của từng bộ phận.
- Tỷ lệ quá thấp của công ty hoặc từng bộ phận làm bạn cần chú ý. Đôi khi bạn cũng cần phải xem lại, các tỷ lệ quá thấp là do sếp bộ phận đó đánh giá quá khắt khe, ngược lại hầu như không có nhân viên bị đánh giá kém hoặc tốt cũng làm bạn lưu ý (sếp có xu hướng bình quân chủ nghĩa).
3 KPI cho sản xuất:
3.1 Tỷ lệ sử dụng NVL tiêu hao:
- Công thức: = số lượng tiêu hao thực tế ngoài định mức / số lượng tiêu hao cho phép.

- Tỷ lệ này đo lường bằng tỷ lệ 100 %. Tỷ lệ càng cao chứng tỏ doanh nghiệp đã tiêu tốt càng nhiều NVL ngoài định mức.
- Tỷ lệ này giúp bạn xác định mức tiêu hao trung bình của NVL từ đó có quyết định tỷ lệ phù hợp cho các đơn hàng sắp tới. Ở các đơn vị gia công, tỷ lệ tiêu hao thấp giúp cho DN sẽ có thêm nguồn thu nhập khi bán lại các NVL tiêu hao còn dư.
Bản mẫu:Chỉ số kpi trong quản trị mục tiêu